# Вила Хајтс (Вирџинија)
Вила Хајтс (енгл. Villa Heights) насељено је место без административног статуса у америчкој савезној држави Вирџинија.

## Демографија
По попису из 2010. године број становника је 717, што је 128 (-15,1%) становника мање него 2000. године.
| Група             | 2000.       | 2010.       |
| Белци             | 506 (59,9%) | 463 (64,6%) |
| Афроамериканци    | 175 (20,7%) | 216 (30,1%) |
| Азијати           | 0 (0,0%)    | 1 (0,1%)    |
| Хиспаноамериканци | 155 (18,3%) | 31 (4,3%)   |
| Укупно            | 845         | 717         |